# Anomis tamsi
Anomis tamsi är en fjärilsart som beskrevs av Emilio Berio 1940. Anomis tamsi ingår i släktet Anomis och familjen nattflyn. Inga underarter finns listade i Catalogue of Life.